# Dimethylvinphos
Dimethylvinphos ist ein synthetisches Insektizid aus der Wirkstoffgruppe der Organophosphate. Es wurde 1966 auf den Markt gebracht.

## Gewinnung und Darstellung
Dimethylvinphos wird analog zum strukturverwandten Tetrachlorvinphos hergestellt. Durch die Reaktion von 1,3-Dichlorbenzol mit Dichloracetylchlorid wird 2,2,2′,4′,5′-Pentachloracetophenon gewonnen. Das reagiert wiederum mit Trimethylphosphit zum Dimethylvinphos.

## Struktur und Eigenschaften
Es gibt zwei Diastereomere von Dimethylvinphos. In technischen Produkten kommt jedoch zu mehr als 95 % das (Z)-Isomer vor.
Dimethylvinphos ist ein weißer, kristalliner Feststoff, der sehr schwer wasserlöslich ist. Die Substanz ist instabil im Sonnenlicht und hydrolysiert in neutralem Wasser bei einer Halbwertszeit von 40 Tagen.

## Verwendung und Wirkungsweise
In Ländern, in denen Dimethylvinphos zugelassen ist, ist es unter dem Namen Rangado als Pulver erhältlich.
Dimethylvinphos wird vor allem als Insektizid im Reisanbau verwendet. Hierbei kommt es vor allem gegen Wickler und stängelbohrende Insekten zum Einsatz. Es wirkt dabei sowohl als Kontaktgift als auch als Fraßgift.
Die Wirkung von Dimethylvinphos beruht auf der Hemmung der Acetylcholinesterase von Insekten. Dadurch wird die Signalweiterleitung des Nervensystems unterbunden, was Lähmung und Atemstillstand bis hin zum Tod bewirken kann.

## Analytik
Der zuverlässigen Nachweis und die Quantifizierung von Dimethylvinphos kann mittels flüssigchromatographischer Methoden erfolgen. Zur Identifizierung kann nach der chromatographischen Trennung ein Massenspektrometer verwendet werden.

## Zulassung
Dimethylvinphos ist in der Europäischen Union und der Schweiz nicht zugelassen. In der EU beträgt  die Rückstandshöchstmenge in allen Lebensmitteln 0,01 mg/kg.